# London South Bank University
Die London South Bank University ist eine Universität in London, Vereinigtes Königreich.
Die Gründung erfolgte 1892 als Borough Road Polytechnic und ist somit eine der ältesten Hochschulen in London. 1992 erhielt sie den Universitätsstatus. Der Hauptcampus liegt im Bezirk Southwark, südlich der Themse, in Inner London.

## Einteilung
Die Universität ist mit Stand 2021 gegliedert in:
- Angewandte Wissenschaften (Applied Sciences), wozu die Nationale Bäckereischule und Psychologie zählen
- Wirtschaft (LSBU Business School), mit Wirtschaft sowie Marketing und Management
- Ingenieurswesen (Engineering), wozu Chemieingenieure, Informatiker, Elektroingenieure und Maschinenbauer gehören
- Medizin und Sozialarbeit (Health and Social Care), einschließlich Pflege und Geburtshilfe
- Jura und Gesellschaftswissenschaften (Law and Social Sciences)
- Arts and Creative Industries
- Bebaute Umgebung und Architektur (Built Environment and Architecture)

## Zahlen zu den Studierenden
Von den 16.840 Studenten des Studienjahrens 2019/2020 nannten sich 9.460 weiblich (56,2 %) und 7.370 männlich (43,8 %). 14.785 Studierende kamen aus England, 20 aus Schottland, 70 aus Wales, 25 aus Nordirland, 580 aus der EU und 1355 aus dem Nicht-EU-Ausland. 12.725 der Studierenden (75,6 %) strebten ihren ersten Studienabschluss an, sie waren also undergraduates. 4.115 arbeiteten auf einen weiteren Abschluss hin, sie waren postgraduates. 235 davon waren in der Forschung tätig.
2007 waren es etwa 23.200 Studierende und 1.700 Mitarbeiter gewesen, 2014/2015 10.175 Frauen und 7.560 Männer und insgesamt 17.735 Studierende und 2015/2016 über 17.600 Studenten.